# Biserica „Sfinții Trei Ierarhi” din Gura Galbenei
Biserica „Sf. Trei Ierarhi” este o biserică amplasată în Gura Galbenei, raionul Cimișlia, Republica Moldova. Este un monument arhitectural de importanță națională inclus în Registrul monumentelor Republicii Moldova ocrotite de stat cu nr. 211 (raionul Cimișlia). Datează din 1885.